# Mautby
Mautby es una pueblo y un parroquia civil del distrito de Great Yarmouth, en el condado de Norfolk (Inglaterra). En ella están ubicados los pueblos de Runham y Thrigby.

## Demografía
Según el censo de 2001, Mautby tenía 395 habitantes (181 varones y 214 mujeres). 91 de ellos (23,04%) eran menores de 16 años, 288 (72,91%) tenían entre 16 y 74, y 16 (4,05%) eran mayores de 74. La media de edad era de 35,62 años. De los 304 habitantes de 16 o más años, 64 (21,05%) estaban solteros, 199 (65,46%) casados, y 41 (13,49%) divorciados o viudos. 210 habitantes eran económicamente activos, 205 de ellos (97,62%) empleados y 5 (2,38%) desempleados. Había 3 hogares sin ocupar y 145 con residentes.